# Pat Leane
Pat Leane, született Patrick Francis Leane (Melbourne, 1930. január 11. – Leiden, 2018. október 12.) ausztrál atléta, magasugró, távolugró, tízpróbázó.

## Pályafutása
Az 1952-es helsinki olimpián magasugrásban, távolugrásban és tízpróbán indult, de eredmény nélkül zárta a versenyt. Az 1956-os melbourne-i olimpián hazai környezetben tízpróba versenyszámban a kilencedik helyen végzett. 1960-ban 32 év után rendeztek ausztrál bajnokságot tízpróbában, amelyen aranyérmes lett.

## Egyéni csúcsai
- magasugrás: 195,9 (1952)
- távolugrás: 731 cm (1951)
- tízpróba: 6938 pont (1960)

## Sikerei, díjai
- Ausztrál bajnokság – tízpróba
  - bajnok: 1960